# Curt Bergsten
Curt Bergsten (ur. 24 czerwca 1912, zm. 21 lipca 1987) – szwedzki piłkarz, grający na pozycji napastnika.

## Kariera klubowa
Podczas kariery piłkarskiej Curt Bergsten występował w Landskrona BoIS. Z Landskroną zdobył jedyne w jej historii wicemistrzostwo Szwecji w 1938.

## Kariera reprezentacyjna
W reprezentacji Szwecji Bergsten zadebiutował 16 czerwca 1935 w wygranym 3-1 meczu Pucharu Nordyckiego z Danią. Ostatni raz w reprezentacji wystąpił 10 czerwca 1938 w zremisowanym 3-3 towarzyskim meczu z Łotwą.
Kilka dni później József Nagy, ówczesny selekcjoner reprezentacji Szwecji powołał Bergstena na mistrzostwa świata, na których był rezerwowym. W latach 1935–1938 wystąpił w reprezentacji w 6 meczach, w których strzelił bramkę.
| Mecze i gole w reprezentacji | Mecze i gole w reprezentacji | Mecze i gole w reprezentacji | Mecze i gole w reprezentacji | Mecze i gole w reprezentacji | Mecze i gole w reprezentacji | Mecze i gole w reprezentacji |
| #                            | Data                         | Miasto                       | Przeciwnik                   | Gol                          | Wynik                        |                              |
| ---------------------------- | ---------------------------- | ---------------------------- | ---------------------------- | ---------------------------- | ---------------------------- | ---------------------------- |
| 1.                           | 16.06.1935                   | Göteborg                     | Dania                        |                              | 3:1                          | Puchar Nordycki              |
| 2.                           | 01.09.1935                   | Sztokholm                    | Rumunia                      | Gol                          | 7:1                          | towarzyski                   |
| 3.                           | 22.09.1935                   | Oslo                         | Norwegia                     |                              | 2:0                          | Puchar Nordycki              |
| 4.                           | 10.11.1935                   | Solna                        | Francja                      |                              | 0:2                          | towarzyski                   |
| 5.                           | 17.11.1935                   | Bruksela                     | Belgia                       |                              | 1:5                          | towarzyski                   |
| 6.                           | 10.06.1938                   | Solna                        | Łotwa                        |                              | 3:3                          | towarzyski                   |